# Сучжоу (район)
Сучжо́у (кит. упр. 肃州, пиньинь Sùzhōu) — район городского подчинения городского округа Цзюцюань провинции Ганьсу (КНР). Название района происходит от средневековой области, органы власти которой размещались в этих местах.

## История
Вплоть до эпохи Воюющих царств в этих местах жили западные жуны. Во времена империи Цинь здесь обитали усуни, юэчжи, гунны. В 121 году до н. э. Хо Цюйбин завоевал эти места и включил их в состав империи Хань, и здесь были созданы уезды Фулу (福禄县) и Лэгуань (乐涫县), подчинённые округу Цзюцюань (酒泉郡); органы власти округа Цзюцюань разместились в уезде Фулу. Во времена диктатуры Ван Мана уезд Фулу был в 9 году переименован в Сяньдэ (显德县), уезд Лэгуань — в Лэтин (乐亭县), а округ Цзюцюань — в Фупин (辅平郡), но после установления империи Восточная Хань Лэгуань и Цзюцюань в 25 году получили прежние названия, а уезд Сяньдэ стал уездом Луфу (禄福县).
При империи Западная Цзинь уезд Луфу в 295 году был вновь переименован в уезд Фулу.
При империи Северная Чжоу в 557 году уезд Лэгуань был присоединён к уезду Фулу, который был напрямую подчинён области Ганьчжоу (甘州).
При империи Суй в 602 году из области Ганьчжоу была выделена область Сучжоу (肃州), в подчинение которой перешёл уезд Фулу. В 618 году уезд Фулу был переименован в Цзюцюань (酒泉县). В 618 году эти земли оказались в составе созданного Ли Гуем короткоживущего государства Лян, а с 619 года вошли в состав империи Тан. В 742 году область Сучжоу была переименована в округ Цзюцюань, но в 752 году вновь стала областью Сучжоу. В 766 году эти земли попали под контроль тибетцев, но в 851 году вновь вернулись в состав империи Тан.
С XI века эти земли вошли в состав тангутского государства Западное Ся, где на них был образован округ Фаньхэ (蕃和郡). В 1224 году они были завоёваны монголами, и вновь стали областью Сучжоу.
После свержения монголов и образования китайской империи Мин область Сучжоу стала в 1372 году безуездной, и была подчинена напрямую правителю провинции Шэньси. В 1394 году на этих землях была введена военная администрация, и они стали Сучжоуским караулом (肃州卫).
Примерно в 1640-х годах XVII века это провинция была завоевана Султан Саид Баба-ханом. 
При империи Цин в 1724 году военные административные структуры были ликвидированы, и область Сучжоу была подчинена Ганьчжоуской управе (甘州府). В 1729 году область Сучжоу получила статус «непосредственно управляемой» (то есть стала подчиняться напрямую властям провинции Ганьсу, минуя промежуточное звено в виде управы). После Синьхайской революции в Китае была проведена реформа административного деления, и области были упразднены, а на землях бывшей области Сучжоу в 1913 году был вновь создан уезд Цзюцюань.
В 1949 году был образован Специальный район Цзюцюань (酒泉专区), и эти земли вошли в его состав. В 1955 году Специальный район Цзюцюань и Специальный район Увэй были объединены в Специальный район Чжанъе (张掖专区). В 1959 году уезды Цзюцюань и Цзиньта были объединены в городской округ Цзюцюань (酒泉地级市).
В 1961 году был воссоздан Специальный район Цзюцюань; был восстановлен уезд Цзиньта, а Цзюцюань был понижен в статусе, став из городского округа городским уездом. В ноябре 1964 года Цзюцюань был преобразован в обычный уезд. В 1970 году Специальный район Цзюцюань был переименован в Округ Цзюцюань (酒泉地区).
В мае 1985 года уезд Цзюцюань был вновь преобразован в городской уезд.
Постановлением Госсовета КНР от 18 июня 2002 года были расформированы округ Цзюцюань и городской уезд Цзюцюань, и образован городской округ Цзюцюань; бывший городской уезд Цзюцюань стал районом Сучжоу в его составе.

## Административное деление
Район делится на 7 уличных комитетов, 10 посёлков, 4 волости и 1 национальную волость.